# Juodkrantė

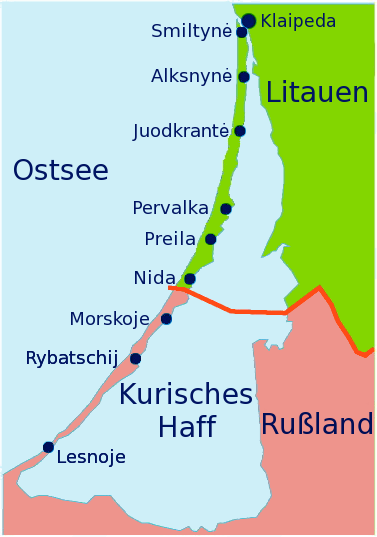
De plaatsen op de Koerse Schoorwal

Juodkrantė (Duits: Schwarzort) is een dorpje op de Koerse Schoorwal in Litouwen met een permanente bevolking van zo'n 720 mensen. Het plaatsje is een badplaats. Na Nida is Juodkrantė de grootste plaats op het Litouwse deel van de Koerse Schoorwal. Beide plaatsen behoren tot de gemeente Neringa. 8 kilometer ten noorden van Juodkrantė ligt de buurtschap Alksnynė, 15 kilometer ten zuiden van Juodkrantė het dorp Pervalka. De afstand tot Klaipėda, de dichtstbijzijnde grote stad, is 18 kilometer.

## Geschiedenis
Het plaatsje werd voor het eerst vermeld in een document uit 1429. Het begon als onbeduidende vissersplaats, maar werd echt belangrijk toen de grotere plaats Karvaičiai op het eind van de 18e eeuw werd overspoeld door een zandduin. Veel functies van Karvaičiai verplaatsten zich naar Juodkrantė. Voordat Karvaičiai ten onder ging, was ook Juodkrantė al eens 2,5 kilometer naar het zuiden verplaatst toen het dorp bedreigd werd door de wandelende duinen. Dankzij de uitgestrekte bossen eromheen was de nieuwe locatie voor het dorp veilig.
Wanneer men navigeert door de binnenzee waaraan Juodkrantė ligt, ziet de plaats er nogal donker uit. Dit heeft bijgedragen aan de naam van het dorp, die 'zwarte kust' betekent. De Duitse naam betekent 'zwarte plaats'.
Rond 1840 kwamen de eerste badgasten naar het dorp. In de jaren 1854, 1855 en 1882 spoelde er bij Juodkrantė zo'n 2250 ton barnsteen aan, wat het dorp veel geld opleverde.
De kerk van het dorp is in 1884-1885 gebouwd ter vervanging van een eerdere houten kerk, die door brand verloren was gegaan. Na de Tweede Wereldoorlog werd ze eerst gebruikt als opslagruimte en later als museum. Sinds 1989 is ze weer als kerk in gebruik, bij zowel de lutherse als de rooms-katholieke gemeenschap op de schoorwal.
Tussen 1920 en 1939 hoorde Juodkrantė bij het Memelland, dat tussen 1923 en 1939 Litouws was. In 1939 werd het gebied overgedragen aan nazi-Duitsland en in 1945 kwam het onder de Litouwse Socialistische Sovjetrepubliek. De meerderheid van de bevolking, waarvan een groot deel Duitstalig was,  vertrok, al dan niet vrijwillig, naar Duitsland. Hun plaats werd ingenomen door Litouwers.
Vanaf 1947 hoorde het Litouwse deel van de Koerse Schoorwal bij de gemeente Klaipėda. In 1961 werden Alksnynė, Juodkrantė, Pervalka, Preila en Nida samengevoegd tot de gemeente Neringa. Het aantal inwoners bedroeg 720 in 2001; recentere cijfers zijn niet bekend. In het toeristenseizoen verblijven er veel meer mensen. Het dorp heeft een aantal hotels, pensions en vakantiehuisjes.
Juodkrantė heeft binnen de gemeente Neringa als seniūnija (stadsdeel) een beperkte autonomie.

## Heksenheuvel
De meest bekende attractie van het dorp is de heksenheuvel, een hoge heuvel waar verschillende houtsnijwerken staan.

## Aalscholver- en blauwe reiger-kolonies
Bij Juodkrantė bevindt zich een gigantische vogelpopulatie van aalscholvers en blauwe reigers. Er nestelen zo'n 2000 aalscholvers en 500 blauwe reigers.

## Foto's

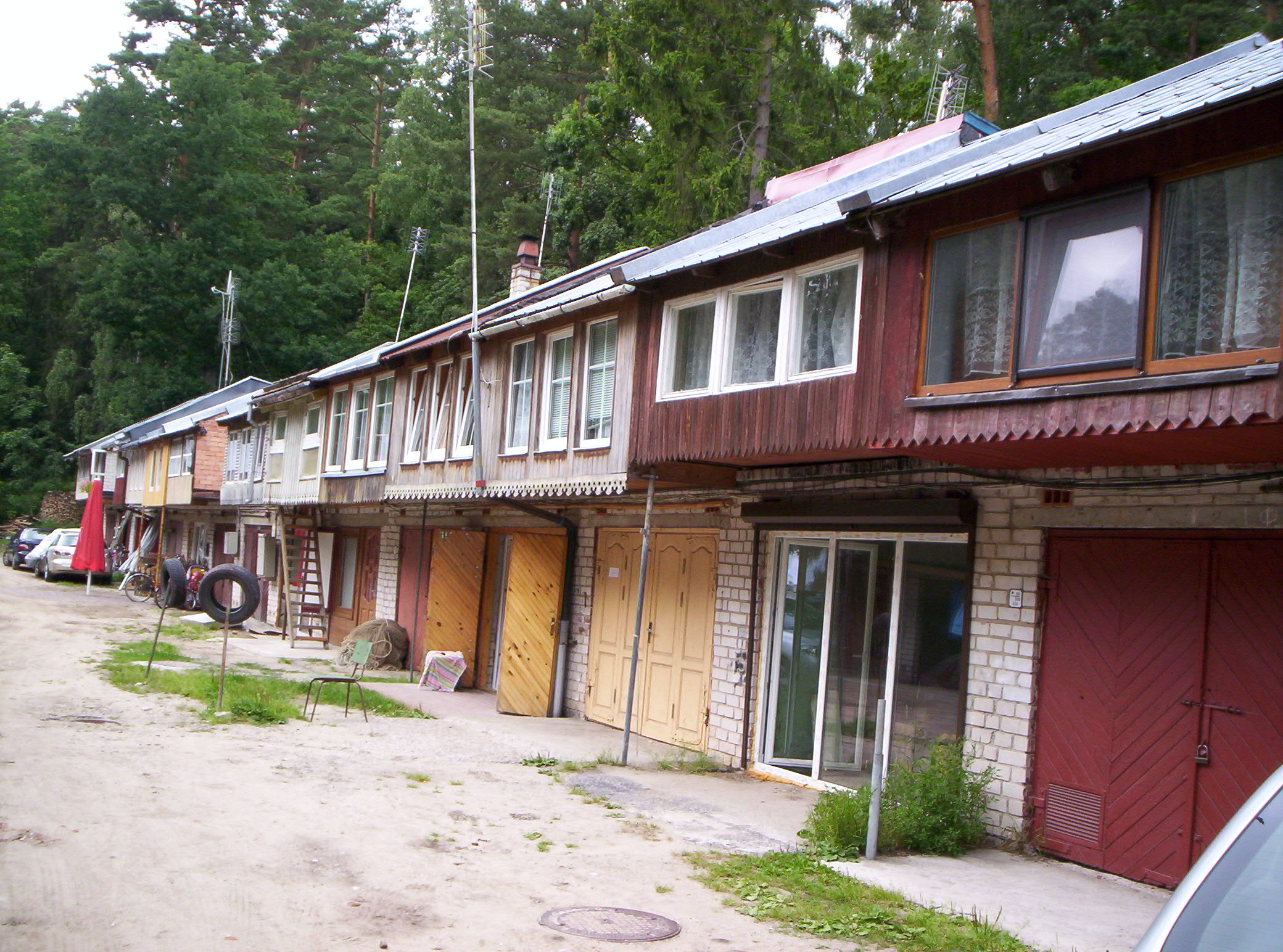
Houten huisjes in Juodkrantė
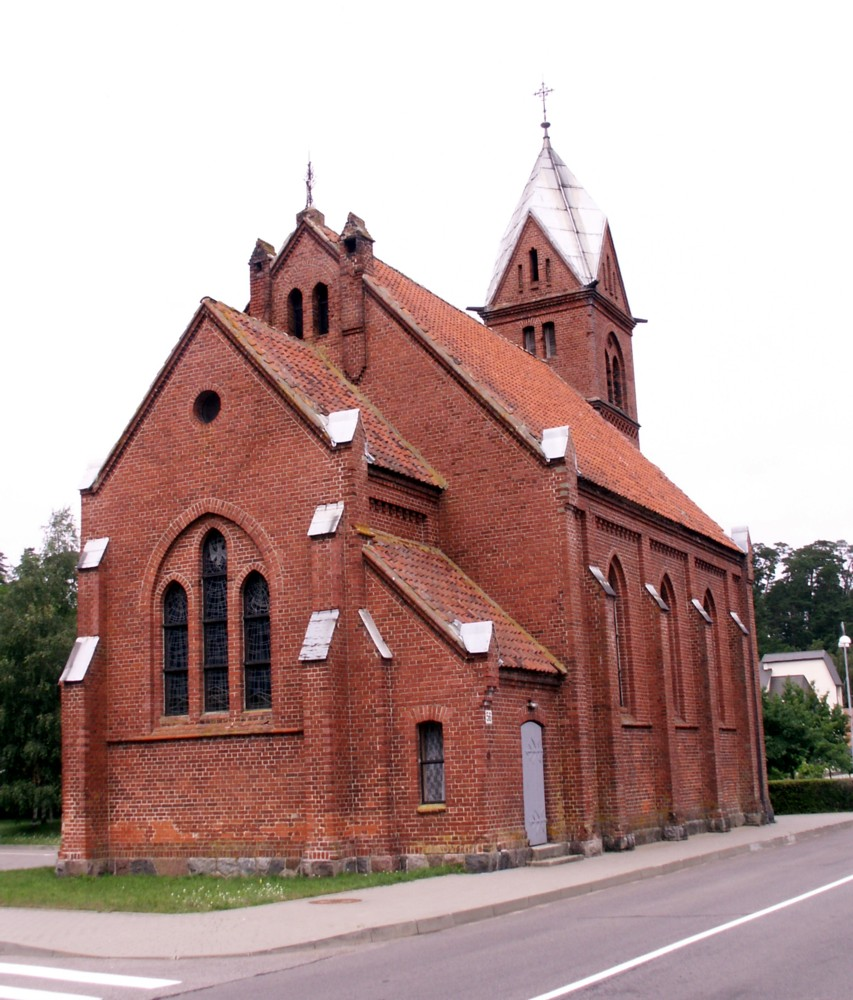
De kerk van Juodkrantė
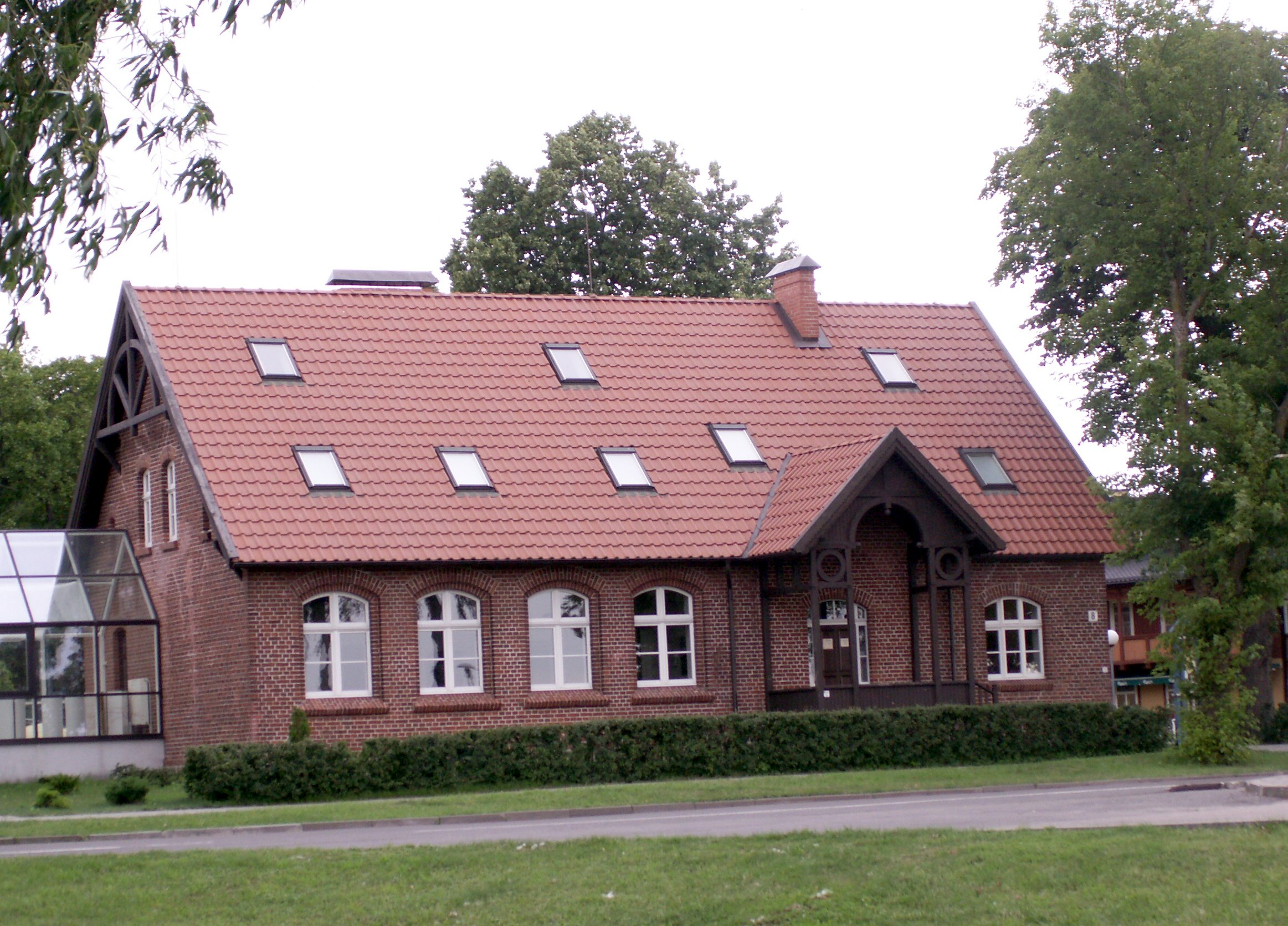
Opleidingsinstituut voor marineofficieren
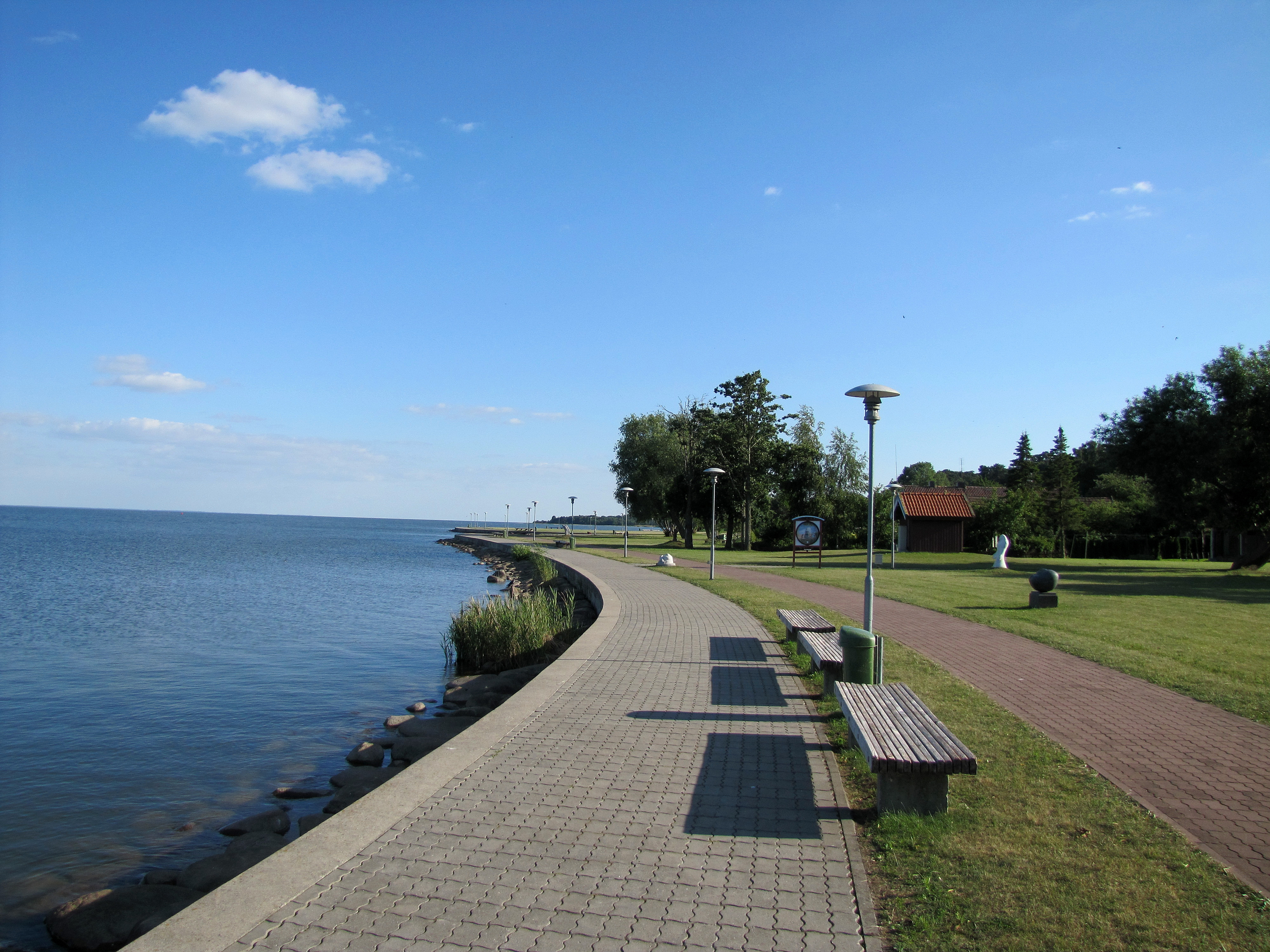
Boulevard langs het Koerse Haf
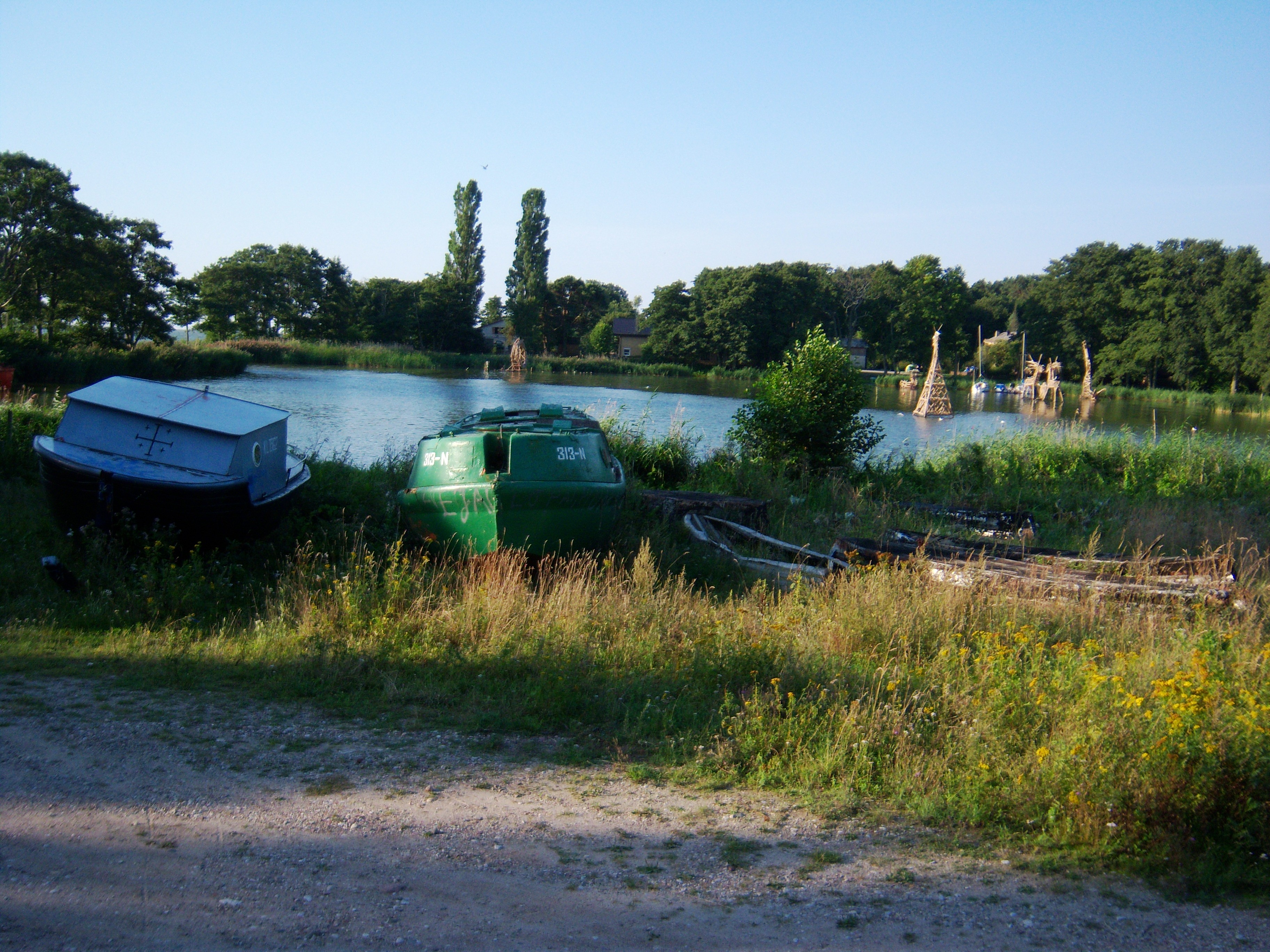
De Barnsteenbaai bij Juodkrantė
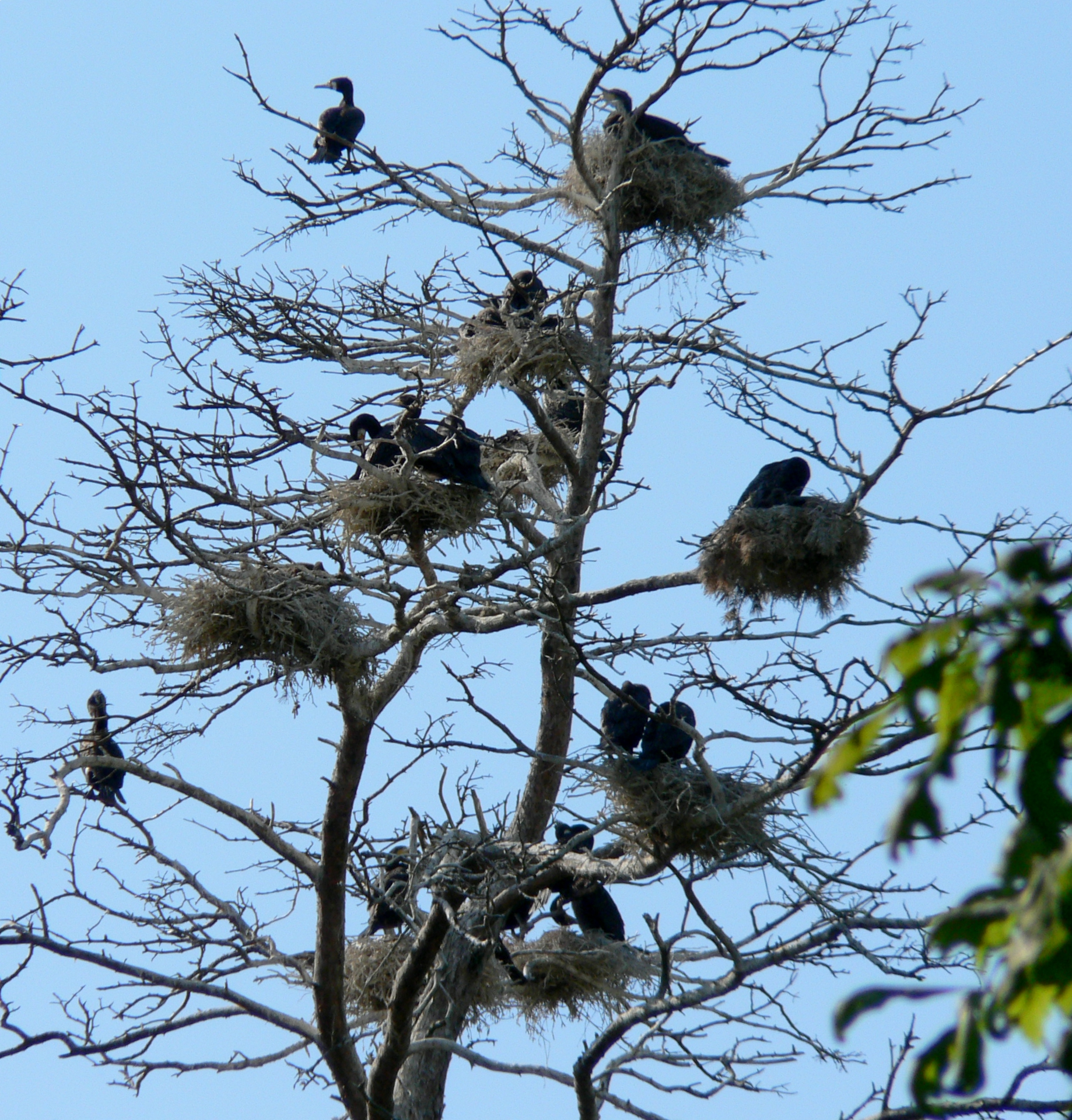
De aalscholverkolonie

Litouwse deel: Smiltynė · Alksnynė · Juodkrantė · Pervalka · Preila · Nida

Russische deel: Morskoje · Rybatsji · Lesnoj